# Iphimedia zora
Iphimedia zora är en kräftdjursart som beskrevs av Thomas och J. L. Barnard 1991. Iphimedia zora ingår i släktet Iphimedia och familjen Iphimediidae. Inga underarter finns listade i Catalogue of Life.